# Risi e bisi
Le risi e bisi (en vénitien riso e piselli, en français, « riz et petits pois », même si ces derniers se nomment piselli en italien) est un plat vénitien, typique de la cuisine padouane, vénitienne, frioulane, vicentine et véronaise, à base de riz et de pois.

## Caractéristiques
Le risi e bisi est une entrée (primi piatti) qui, en raison de sa consistance ni trop épaisse ni trop liquide, est considérée comme à mi-chemin entre un risotto fluide (le grain de riz n'est pas « toasté » dans la matière grasse, mais doit garder son intégrité) et une soupe épaisse (il se déguste traditionnellement avec une cuillère). Il convient particulièrement aux mois d'hiver et de printemps.

## Ingrédients
Dans la province de Vicence, le plat est préparé avec des ingrédients locaux typiques tels que le riz Grumolo delle Abbadesse (protégé par Slow Food), qui est une variété caractéristique de riz vialone nano, aussi cultivé dans la province de Padoue, et avec du bisi di Lumignano, une qualité particulière de pois, également produits dans les zones adjacentes à la commune de Longare, où les cultures sont abritées par les collines de Berici, rendant ces endroits particulièrement adaptées à leur croissance. La variété historique cultivée est la verdoni qui est résistante au froid et précoce (récoltée en avril et mai). Cependant, la quantité de pois récoltés reste limitée et est majoritairement absorbée par les restaurateurs locaux.

## Histoire
La soupe épaisse de riz et de pois est un plat qui appartient à l'ancienne tradition culinaire de la république de Venise qui s'est rapidement propagée aux plaines intérieures lorsque la Sérénissime a étendu ses territoires à la région de Vicence. Avec l'intensification des relations commerciales entre Venise et Vicence, les produits agricoles circulent sur tout le territoire et les pois cultivés sur les pentes des collines Berici atteignent également la ville lagunaire, où ils sont particulièrement appréciés. Le Risi e bisi devient ainsi le plat de fête du printemps car c'est la saison où les premières récoltes de pois ont lieu. Il est offert au doge dans la salle de banquet du palais des Doges à l'occasion des fêtes du saint patron Marc le 25 avril.
Il est possible que l'origine du plat soit encore plus ancienne, liée à l'empire byzantin avec lequel Venise a eu d'intenses échanges commerciaux au XIe siècle, et où étaient créés des plats à base de riz combiné à d'autres ingrédients.
En ajoutant des fraises, on obtient un plat aux couleurs du drapeau de l'Italie ; pendant le Risorgimento, au XIXe siècle, le risi, bisi e fragole est devenu un slogan, un cri de protestation contre l'occupation autrichienne.

## Préparation
Pour la préparation, la pancetta, des oignons et du persil sont cuits dans un mélange d’huile d'olive et de beurre ; les petits pois et un bouillon de viande peu fort (éventuellement avec de l’extrait de viande) sont ajoutés et le tout est cuit brièvement, puis le riz est ajouté et cuit. Après avoir assaisonné avec du sel, du poivre et du sucre, sont ajoutés du beurre et du Parmigiano Reggiano.

## Variantes
Les cosses des petits pois peuvent être utilisées, qui, une fois nettoyées, sont immergées dans l'eau et bouillies pour obtenir un bouillon assez épais qui, une fois filtré, sera combiné avec les pois et le riz pour la cuisson, renforçant le goût de petits pois.
La pancetta fait également partie de la recette traditionnelle du risi e bisi et est utilisée pour ajouter de la saveur au plat. Dans ce cas, une partie du beurre de cuisson est remplacée par la pancetta taillée en lamelles.
Quelques brins de fenouil commun frais sont souvent utilisés.
Le risi, bisi e oca, sans doute d'origine juive, consiste à ajouter des morceaux de poitrine d'oie (oca) confite.
Une tradition similaire se retrouve également au Japon  pour célébrer le printemps : le plat est appelé « mame gohan » (豆ご飯), termes ayant le même sens que la préparation italienne.